# 전남개발공사
전남개발공사(全南開發公社)는 지방공기업법 및 지방 자치법에 의거하여 전라남도가 전액 출자(수권자본금 5,000억원, 납입자본금 3,759억원)하여 설립되었다. 전라남도 무안군 삼향읍 후광대로 242(남악리 2074)에 위치하고 있다.

## 설립 목적
지역개발사업과 해외투자 개발사업등을 통하여 도민의 복지향상 및 지역사회발전에 이바지할목적으로 설립한 지방공사이다.

## 설립 근거
- 지방자치법 제137조 및 지방공기업법 제49조
- 전남개발공사 설치조례 제정 공포(제2937호)

## 주요 사업
- 남악 등 택지개발 및 기업·혁신도시 개발사업
- 도시·공공건축물(주택포함) 건설과 농어촌개발사업
- 일반 산업단지 및 농공단지 개발
- 하천 개발·공유 수면 매립 및 건설 자재 생산·판매 사업
- 공공시설과 지역 개발을 목적으로 하는 토지의 취득, 비축, 개발, 공급
- 주요 관광지 조성(관광·체육시설 포함) 및 관광 사업(관광 상품 개발·유통 지원, 관광 숙박 사업 포함)
- 해상 관광·여객 운송 사업
- 문화 예술 공간 조성 및 관리 사업
- 유통·물류 단지 조성 및 관리 사업
- 천일염 등 특산품의 가공, 유통, 판매 등에 관한 사업
- 지역 경제 활성화에 기여할 수 있는 외자 유치 등 민간 부문 공동 개발·연구 사업
- 국가·지방자치단체 또는 공공기관이 필요하다고 인정하는 사업의 추진 관리
- 기타 법 제2조와 관련되는 공공성과 수익성이 있는 사업의 투자 및 경영
- 각 호의 사업과 관련된 부대사업

## 연혁
- 2004년 6월 14일 공사 출범(자본금 50억원, 설립등기)

## 조직
- 경영본부
- 개발본부

## 사건·사고 및 논란

### F1경주장 인수
전남개발공사가 영암F1경주장을 인수하기로 하면서 관련 내용을 고의로 공개하지 않았다는 주장이 제기됐다.
전남도의회 최경석(장흥1.무) 의원은 7일 열린 전남개발공사 소관 건설소방위원회 상임위 업무보고에서 "공사가 지난달 17일 이사회에서 경주장 인수를 결정하고도 이를 즉시 공개하지 않은 것은 잘못됐다"며 이같이 지적했다.
특히 지방공기업법에 따라 이사회 운영 내용 등을 공개하도록 돼 있으나 개발공사는 자체 인터넷 홈페이지에는 아예 이를 올려 놓지도 않았던 것으로 드러났다.
김주열 전남개발공사 사장은 "도지사 결심이 나오지 않은 상태에서 공개하기가 어려웠다"며 "고의로 그런 것은 아니지만 이같은 일이 재발하지 않도록 노력하겠다"고 답변했다.

## 같이 보기
- 전라남도
- 대한민국의 공공기관 목록 (지방자치단체별)